# Distrikt Beja
Der Distrikt Beja ist ein Distrikt im Süden Portugals. Er gehörte zur früheren Provinz Baixo Alentejo. Er grenzt im Norden an den Distrikt Évora, im Osten an Spanien, im Süden an den Distrikt Faro sowie im Westen an den Distrikt Setúbal und den Atlantischen Ozean. Er umfasst eine Fläche von 10.225 km² und ist damit der größte Distrikt des Landes. Er hat eine Bevölkerung von 152.758 (Stand: 2011). Seine Hauptstadt ist Beja. Kfz-Kennzeichen für Anhänger: BE.

## Unterteilung
Der Distrikt Beja untergliedert sich in die folgenden 14 Kreise:
| Kreis                | Anzahl Gemeinden | Einwohner (2021) | Fläche km² | Dichte Einw./km² | LAU- Code | Region   | Unterregion      |
| -------------------- | ---------------- | ---------------- | ---------- | ---------------- | --------- | -------- | ---------------- |
| Aljustrel            | 4                | 8.874            | 458,48     | 19               | 0201      | Alentejo | Baixo Alentejo   |
| Almodôvar            | 6                | 6.712            | 777,88     | 9                | 0202      | Alentejo | Baixo Alentejo   |
| Alvito               | 2                | 2.280            | 264,82     | 9                | 0203      | Alentejo | Baixo Alentejo   |
| Barrancos            | 1                | 1.438            | 168,42     | 9                | 0204      | Alentejo | Baixo Alentejo   |
| Beja                 | 12               | 33.394           | 1.146,43   | 29               | 0205      | Alentejo | Baixo Alentejo   |
| Castro Verde         | 4                | 6.873            | 569,44     | 12               | 0206      | Alentejo | Baixo Alentejo   |
| Cuba                 | 4                | 4.373            | 172,09     | 25               | 0207      | Alentejo | Baixo Alentejo   |
| Ferreira do Alentejo | 4                | 7.684            | 648,24     | 12               | 0208      | Alentejo | Baixo Alentejo   |
| Mértola              | 7                | 6.206            | 1.292,87   | 5                | 0209      | Alentejo | Baixo Alentejo   |
| Moura                | 5                | 13.258           | 958,46     | 14               | 0210      | Alentejo | Baixo Alentejo   |
| Odemira              | 13               | 29.538           | 1.720,60   | 17               | 0211      | Alentejo | Alentejo Litoral |
| Ourique              | 4                | 4.839            | 663,32     | 7                | 0212      | Alentejo | Baixo Alentejo   |
| Serpa                | 5                | 13.757           | 1.105,63   | 12               | 0213      | Alentejo | Baixo Alentejo   |
| Vidigueira           | 4                | 5.175            | 316,61     | 16               | 0214      | Alentejo | Baixo Alentejo   |
| Distrikt Beja        | 75               | 144.401          | 10.263,29  | 14               | 02        | –        | –                |

In der aktuellen Unterteilung Portugals ist der gesamte Distrikt Beja der Region Alentejo zugeordnet. 13 Kreise gehören zur Sub-Region Baixo Alentejo; nur der Kreis Odemira gehört zur Sub-Region Alentejo Litoral.
Koordinaten: 38° 0′ N, 8° 0′ W